# 武王墩墓
武王墩墓位于安徽省淮南市田家庵区三和镇徐洼村，系迄今发现的规模最大、等级最高、结构最复杂的大型楚国王级墓葬。武王墩墓现保存有主墓、陪葬墓、祭祀坑以及长度达148米的车马坑等重要遗迹，整个墓园占地2100余亩。1981年9月公布为安徽省文物保护单位。因历史上多次被盗，2020年，由国家文物局和安徽省文物考古研究所开展抢救性发掘。武王墩墓是迄今中国大陆考古挖掘规模最大的楚国墓葬。 2025年1月9日安徽省文物局宣布根据墓葬规模和结构形制、出土文物及文字材料，对照历史文献综合分析，确定墓主人身份为楚考烈王。武王墩一号墓入选2024年度全国十大考古新发现。

## 主墓
武王墩墓地是一座带围壕的大型独立陵园，面积约150万平方米。其中主墓即一号墓为“甲”字形竖穴土坑大墓。墓坑整体呈正方形，边长约50米，墓坑东侧有长约42米的斜坡墓道，墓坑中部用枋木构筑“亚”字形椁室。椁室分为九室，椁室所用木材上均写有墨书文字及与之对应的刻凿符号，标示椁板方位和侧室名称。

## 出土文物
武王墩一号墓共出土各类文物1万余件（组），出土文物中包括最高等级的礼器组合、漆木生活器、玉器、卜甲等等。其中出土的一尊口径约为89厘米的圆口青铜鼎，是迄今发现的中国古代最大的圆口青铜鼎。武王墩一号墓西室还发现两座基本完整的“木俑坑”，共出土超过280件木俑、漆木模型车、木模型剑、竽、瑟等木制器具。